# Бенувил (Калвадос)
Бенувил (фр. Bénouville) насеље је и општина у северној Француској у региону Доња Нормандија, у департману Калвадос која припада префектури Кан.
По подацима из 2011. године у општини је живело 2.041 становника, а густина насељености је износила 386,55 становника/km². Општина се простире на површини од 5,28 km². Налази се на средњој надморској висини од 30 метара (максималној 50 m, а минималној 1 m).

## Демографија
| 1962. | 1968. | 1975. | 1982. | 1990. | 1999. | 2011. |
| ----- | ----- | ----- | ----- | ----- | ----- | ----- |
| 724   | 739   | 827   | 828   | 1.258 | 1.741 | 2.041 |

График промене броја становника у току последњих година